# Grünberger Sekt
Grünberger Sekt war ein deutscher Sekt. Hergestellt wurde er von 1826 bis 1944 in Grünberg in Schlesien, dem heutigen polnischen Zielona Góra. 

## Herstellung
Der Schaumwein wurde nach der Champagner-Methode aus den Trauben des „Schwarzen Clevner“, eines Schwarzburgunders, in einem der nördlichsten Weinanbaugebiete Europas hergestellt.

## Geschichte
Die drei Unternehmer Friedrich August Grempler, Karl Samuel Häusler und Friedrich Gottlob Förster begannen 1826 in Grünberg mit der Produktion von Sekt. Ein Teil der Produktion aus der schlesischen Weinbauregion wurde zunächst unter falscher Etikettierung als französischer Champagner verkauft. 1828 gründete einer der drei Teilhaber seinen eigenen Betrieb, die Grempler & Co. A. G. Älteste Deutsche Sektkellerei. Im Jahr 1826 wurde in Esslingen am Neckar auch die Sektkellerei Kessler gegründet. Doch hat diese nicht gegen den Anspruch der Grünberger, die älteste zu führen, Einspruch eingelegt. 
Um im Wettbewerb mit der etablierten französischen Konkurrenz zu bestehen, bekamen einige der Grünberger Sorten französische Namen, z. B. Epernay und Versenay. Auf den Weltausstellungen in Paris 1855, London 1862 und Wien 1873 wurde Gremplers Sektkellerei mit Medaillen ausgezeichnet. Grünberger Sekt wurde zu einer der bekanntesten Marken der regionalen Gastronomie.
Die schlesischen Schaumweinproduzenten profitierten von dem Anfang der 1920er Jahre verhängten französischen Embargo, das auch den Export von Champagner ins Deutsche Reich einschloss. Grünberger Sekt fand seinen festen Platz auf den Weinkarten im Berlin der Goldenen Zwanziger. In der Zeit des Nationalsozialismus, als der Konsum französischer Erzeugnisse politisch nicht opportun war, wurde die Produktion weiter gesteigert. Im letzten Vorkriegsjahr 1938 belief sie sich auf 800 000 Flaschen. Kriegsbedingt wurde die Produktion 1944 eingestellt. Die polnische Verwaltung, die im Frühjahr 1945 in Schlesien eingerichtet wurde, ließ sie nicht wieder aufnehmen.